# 一般親衛隊
一般親衛隊（いっぱんしんえいたい、Allgemeine SS〈アルゲマイネSS〉）は、国民社会主義ドイツ労働者党（ナチ党）の親衛隊（SS）のうち親衛隊特務部隊（SS-VT）・武装親衛隊（Waffen-SS）をのぞいた全ての親衛隊組織を指す。
武装親衛隊員は軍人扱いで国防軍軍人が持つ給与支給帳（Soldbuch）と軍歴手帳（Wehrpaß）を所持していたが、一般親衛隊員は軍人とは認められていなかったのでこれを所持していなかった。なお親衛隊髑髏部隊（SS-TV）は、はじめ一般親衛隊扱いだったが、1938年8月17日より軍人扱いとなった。第二次世界大戦開戦後、髑髏部隊の後を受けて強制収容所の警備に当たるようになった髑髏大隊は1941年4月22日より軍人扱いとなっている。

## 概要
1934年に親衛隊内部に戦闘部隊の親衛隊特務部隊（SS-VT、後の武装親衛隊）が創設されるとともに非戦闘員の親衛隊員は一般親衛隊（アルゲマイネSS）と呼ばれるようになった。武装親衛隊は第二次世界大戦中に急増したが、一般親衛隊の人員数は常に20万人上ほどであった。1939年12月には一般親衛隊20万1910人、親衛隊特務部隊5万6546人だったが、1945年3月には一般親衛隊20万48人、武装親衛隊82万9400人であった。
武装親衛隊の隊員は給与支給帳（Soldbuch）を所持し、全員に給料が支払われていたが、一般親衛隊は給与支給帳（Soldbuch）がなく、給料は親衛隊中将以上の階級の者か、常勤の隊員にしか支給されなかった。一般親衛隊の非常勤隊員はそれぞれ仕事をもって日常生活を送りながら、ナチ党の集会や党大会の時だけ親衛隊の制服を着て出席していた。一般親衛隊の隊員は職業を持って空き時間を使って自発的に党活動に参加することを期待されていた。親衛隊は本来は公務員ではなくナチ党の構成員だからである。とはいえ一般親衛隊員の多くがナチ党政権下で公務員として働いていたのでそちらの立場から給料をもらっていることが多かった。
一般親衛隊といえば黒い制服が有名である。黒服はもともと親衛隊組織全ての制服であったが、戦闘組織の親衛隊特務部隊や強制収容所勤務の親衛隊髑髏部隊はやがて国防軍型の制服を導入したため、黒服を着用しなくなった。そのため一般親衛隊のみが黒服を着用するようになった。

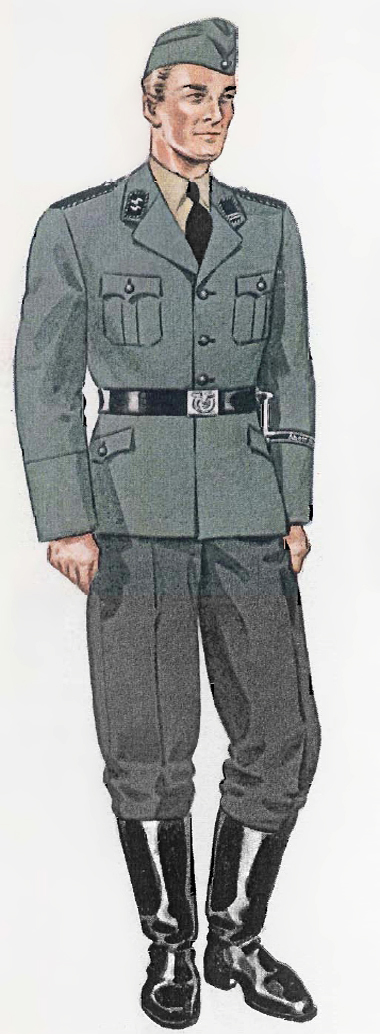
親衛隊の本部に勤務する常勤一般親衛隊員に支給されたペイルグレーの制服のイラスト

しかし1938年には一般親衛隊の常勤隊員の日常業務制服としてペイルグレーの制服が導入された。常勤隊員は黒服に代わってこれを着用するようになったが、4万人ほどの非常勤隊員にはグレーの制服が支給されず、彼らは黒服を使用し続けた。そのため、かつてはエリートの象徴だった一般親衛隊の黒服も戦争後期には兵役逃れの臆病者の象徴として笑い者にされるまでになり下がっていたという。
階級は一般親衛隊、武装親衛隊ともに突撃隊（SA）の階級が元になっており、基本的に同じであったが、一部だけ名称が異なった。たとえば親衛隊二等兵の階級は武装親衛隊では「SS-Schütze」、一般親衛隊は「SS-Mann」の階級をつかった。同様に親衛隊一等兵も武装親衛隊は「SS-Oberschütze」、一般（アルゲマイネ）SSは「SS-Obermann」の階級をもちいていた。また武装親衛隊のみの階級として親衛隊准尉（SS-Sturmscharführer）というものがあった。さらに親衛隊少将以上は武装親衛隊では国防軍と同様の階級を用いていた。ただ武装親衛隊員には一般親衛隊員の階級も併せて授与されるのが通例であった。親衛隊の階級の詳細は親衛隊階級を参照のこと。
一般親衛隊は武装親衛隊に比べると悪印象をもたれていることが多いが、国家保安本部（ゲシュタポ、親衛隊保安部、刑事警察といった警察機関を一般親衛隊にし、一つにまとめたもの）や親衛隊経済管理本部といったユダヤ人虐殺をはじめとする残虐行為の執行機関が含まれるせいであると思われる。ただし一般親衛隊にも残虐行為に関与していない組織や人はいるし、武装親衛隊の中にも残虐行為に関与した組織や人はいるので、「一般親衛隊＝犯罪者、武装親衛隊＝勇者」のような単純な決めつけはできない。また両者は同じ親衛隊組織であったため、完全に分離しているわけでもなく、その区分は曖昧なところも多かった。

## 編成

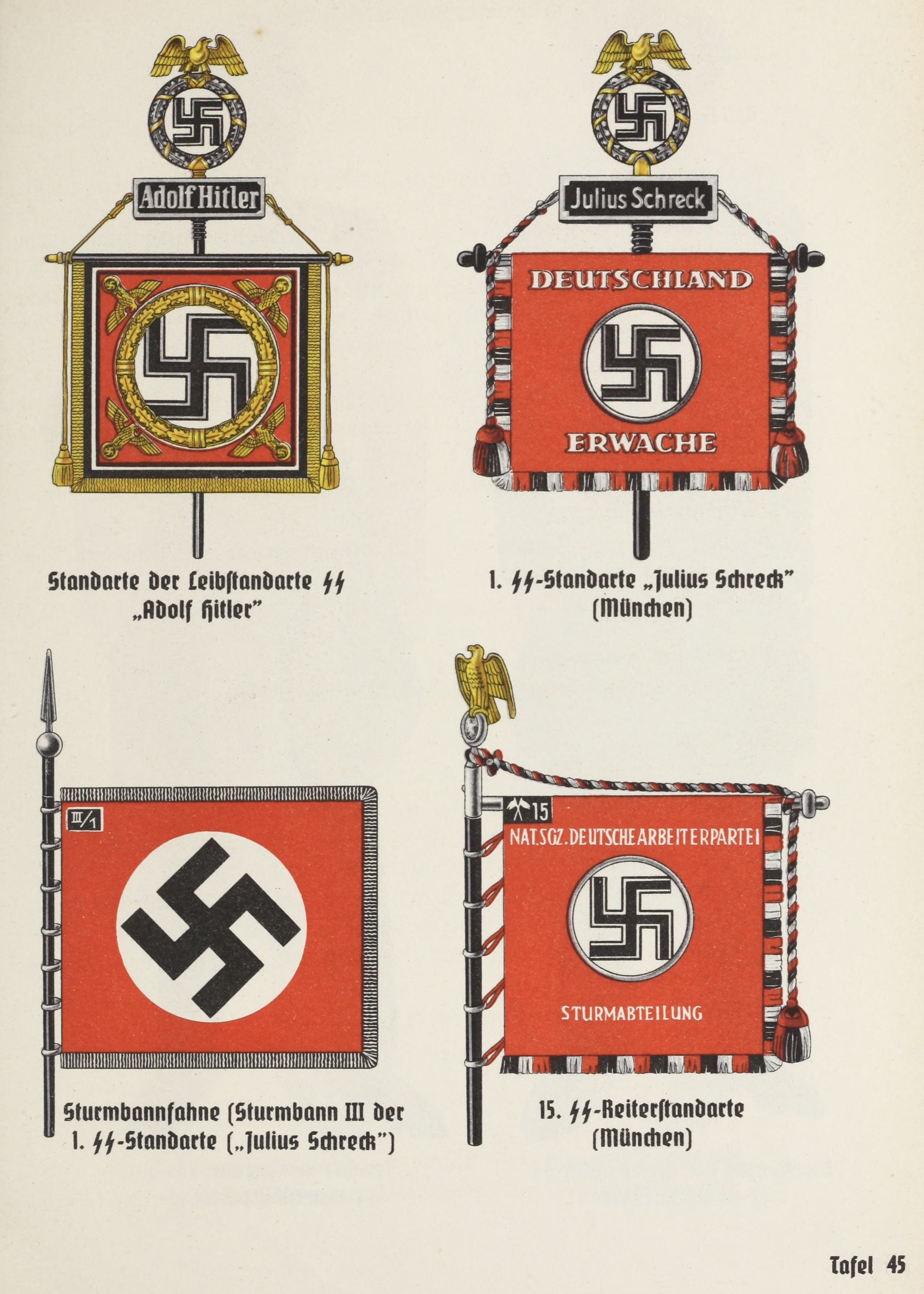
各SS隊旗。左上時計回りに、『SS・アドルフ・ヒトラー身辺護衛連隊（LSSAH）』、『ミュンヘン第1SS連隊「ユリウス・シュレック」』、『ミュンヘン第15SS騎兵連隊』、『第Ⅲ大隊/第1SS連隊旗』

一般親衛隊の非常勤隊員は、親衛隊歩兵連隊（SS-Fuß-Standarte）の大隊・中隊・小隊に属し、歩兵連隊の単位ごとに行動していた。最初にできた親衛隊歩兵連隊は1925年11月9日にヨーゼフ・ディートリヒの指揮下にミュンヘンに発足した親衛隊第一連隊（1. SS-Standarte）である。
親衛隊歩兵連隊は当初、ナチ党の大管区ごとに置かれた「大管区親衛隊指導部」（Gau-SS-Leitung）に属していたが、1931年に突撃隊をモデルに「親衛隊上級指導者管区」（SS-Oberführerbereich）が設置されると、親衛隊歩兵連隊はそれに属した。さらに1932年にはその上に「親衛隊集団」（SS-Gruppe）が創設され、1933年11月に親衛隊集団が「親衛隊上級地区」（SS-Oberabschnitt）に改組され、また親衛隊旅団（SS-Brigade）が親衛隊地区（SS-Abschnitt）に改組された。親衛隊歩兵連隊はその下に属した。
したがって1933年11月以降、一般親衛隊は以下のように編成された。
親衛隊上級地区（SS-Oberabschnitt）、親衛隊地区（SS-Abschnitt）、親衛隊歩兵連隊（SS-Fuß-Standarte）、親衛隊大隊（SS-Sturmbanne）、親衛隊中隊（SS-Stürme）、親衛隊小隊（Trupps）、親衛隊分隊（Scharen）、親衛隊伍（Rotten）である。1934年10月に小隊は分隊と統合されて、Scharenが小隊となり、Rottenが分隊となった。
さらに以下の専門職部隊がある。親衛隊騎兵連隊、親衛隊通信大隊、親衛隊工兵大隊、親衛隊衛生中隊、親衛隊輸送中隊、親衛隊レントゲン大隊、親衛隊壮丁隊である。
連隊に所属する一般親衛隊の隊員は連隊番号の襟章を着用した。またカフタイトルの縁取りの色で所属大隊（第1大隊は緑、第2大隊はダークブルー、第3大隊は赤、予備大隊はライトブルー）、番号で所属中隊を示した。